# Milford (condado de Worcester)
Milford es un lugar designado por el censo ubicado en el condado de Worcester en el estado estadounidense de Massachusetts. En el Censo de 2010 tenía una población de 25.055 habitantes y una densidad poblacional de 930,35 personas por km².

## Geografía
Milford se encuentra ubicado en las coordenadas 42°9′2″N 71°31′4″O / 42.15056, -71.51778. Según la Oficina del Censo de los Estados Unidos, Milford tiene una superficie total de 26.93 km², de la cual 26.31 km² corresponden a tierra firme y (2.29%) 0.62 km² es agua.

## Demografía
Según el censo de 2010, había 25.055 personas residiendo en Milford. La densidad de población era de 930,35 hab./km². De los 25.055 habitantes, Milford estaba compuesto por el 86.29% blancos, el 2.33% eran afroamericanos, el 0.27% eran amerindios, el 2.33% eran asiáticos, el 0.02% eran isleños del Pacífico, el 5.84% eran de otras razas y el 2.92% pertenecían a dos o más razas. Del total de la población el 8.98% eran hispanos o latinos de cualquier raza.